# Медведиця (Троїцьке сільське поселення)
Медведиця (рос. Медведица) — присілок в Шар'їнському районі Костромської області Російської Федерації.
Населення становить 2 особи. Входить до складу муніципального утворення Троїцьке сільське поселення.

## Історія
Від 2007 року входить до складу муніципального утворення Троїцьке сільське поселення.

## Населення
| 2008 | 2010 | 2014 |
| ---- | ---- | ---- |
| 8    | ↘6   | ↘2   |